# بی‌اوبی (روانگردان)
بی.او.بی (به انگلیسی: (BOB (psychedelic) که ممکن است باب تلفظ شود یک سایکو اکتیو روان‌گردان با فرمول شیمیایی C۱۱H۱۶BrNO۳ است. که جرم مولی آن ۲۹۰٫۱۵ g/mol می‌باشد.